# Ivan Gučetić (mlađi)
Ivan Gučetić, zvan i Dživo Jerov (tal. Giovanni Gozze), (Dubrovnik, 7. travnja 1625. – 6. travnja 1667.), hrvatski pjesnik i prevoditelj iz dubrovačke plemićke obitelji Gučetića.
Nakon završetka gimnazijskog školovanja odlazi u Družbu Isusovu u Rim koju napušta 1649. godine. Vraća se u Dubrovnik i ženu se dubrovačkom plemkinjom Marijom Džamanjić. Od predaka je također naslijedio bogatu obiteljsku knjižnjicu Gučetića, koju je oporučno ostavio potomcima. Napisao je više djela: 
- Drama "Io": to je dramatizacija jedne epizode iz Ovidijevih Metamorfoza, o Jupiterovoj ljubavnici Io koju je za kaznu Junona pretvorila u kravu, a potom ju je Jupiter uzdigao na nebo kao božicu Izidu. Prvo je tu dramu 1652. objavio na talijanskom, a potom ju je 1653. sam preveo i posvetio opatu Stjepanu Gradiću.
- Leon filozof: s latinskoga je također preveo 1651. isusovačku školsku dramu "Leon filozof", kojoj je prvi autor bio njegov rimski profesor teologije G.B. Giattini.

Poginuo je u Velikoj trešnji 6. travnja 1667. godine.